# بناويط
قرية بناويط هي إحدى القرى التابعة لمركز المراغة بمحافظة سوهاج في جمهورية مصر العربية. حسب إحصاءات سنة 2006، بلغ إجمالي السكان في بناويط 13403 نسمة، منهم 6990 رجل و6413 امرأة.